# SWARM
SWARM RWS(Stabilised Weapon And Reconnaissance Mount)とはタレス・グループがスコットランドのグラスゴーで設計生産している完全装甲型RWSである。
SWARMは車内で操作する兵器操作とインターフェースユニット(Gun Processing and Interface Unit, GPIU)、外部に装着される兵器とセンサーのプラットフォーム(Weapon and Sensor Platform, WASP)の2つで構成される。様々な種類の兵器で銃撃したりマルチ対応のセンサーを使用することができる。
アメリカ海兵隊のグラディエーター無人戦術車両 (Gladiator Tactical Unmanned Ground Vehicle, TUGV)には7.62 mmM240機関銃と夜昼対応のセンサーが搭載されている。
現在組み合わせで採用しているのは以下の通り:
- アメリカ海兵隊 グラディエイター無人戦術車両（英語版） (TUGV)
- イギリス陸軍  トロイアエンジニアリング戦車(Trojan Engineering Tank)[1]
- オランダ陸軍 ブッシュマスターIMV[2]
- FNSSパーズ（英語版）装甲車[3]

## 仕様
- システム精度: 1.5ミル (1.5ミリラジアン) (10点バースト)
- 最低追跡速度: 毎秒0.01度